# Stanley Norbert Koszelak
Stanley Norbert Koszelak dr. (Oklahoma City, Oklahoma, 1953. október 20.–) amerikai űrhajós.

## Életpálya
1976-ban az  Oklahomai Egyetemen mikrobiológiából diplomázott. Ugyanitt 1981-ben doktorált, majd 1984-ben megvédte doktori diplomáját.
1989. október 4-től a Lyndon B. Johnson Űrközpontban részesült űrhajóskiképzésben. Kiképzett űrhajósként tagja volt az STS–47 támogató (tanácsadó, problémamegoldó) csapatának. Űrhajós pályafutását 1992. február 20-án fejezte be. A Californiai Egyetemen tanít.

## Tartalék személyzet
STS–47, az Endeavour űrrepülőgép 2. repülésének kutatás specialistája, Spacelab specialista.